# Marcello Rosati
Marcello Rosati (Roma, 2 de febrero de 1983) es un futbolista que juega en el Sociedade Sportiva Vaticano de la Ciudad del Vaticano.

## Selección
Al ser Sacerdote pudo solicitar la nacionalidad de Ciudad del Vaticano.
Debutó en la selección en el año 2006 ante la Selección de fútbol de Mónaco, en el que el resultado fue 0-0. Ha jugado 5 partidos con la selección.

## Clubes
| Club                        | País                | Año         |
| --------------------------- | ------------------- | ----------- |
| Internazionale Cardenale    | Ciudad del Vaticano | 2002 - 2006 |
| Sociedade Sportiva Vaticano | Ciudad del Vaticano | 2006-       |